# Associazione Calcio Fiorentina 1953-1954
Questa voce raccoglie le informazioni riguardanti l'Associazione Calcio Fiorentina nelle competizioni ufficiali della stagione 1953-1954.

## La Stagione

Giancarlo Bacci, bomber di una stagione.

Questa stagione vede la Fiorentina iniziare il campionato a spron battuto, vincendo e giocando un buon calcio, anche grazie al nuovo allenatore, arrivato l'anno precedente a stagione in corso, Fulvio Bernardini, che rimarrà ad allenare la Fiorentina per quasi cinque anni.
I viola sono campioni d'inverno, con 25 punti ottenuti in 17 partite disputate, ma crollano nelle ultime dieci giornate in modo disastroso, nonostante il neo acquisto svedese Gunnar Gren, sorpresa del campionato, e l'italiano Guido Gratton. A fine campionato arriva prima l'Inter, seconda la Juventus, terzo il Milan e la Fiorentina che finisce a pari punti con i rossoneri, ma in questa stagione si torna a far parte del meglio del calcio italiano e ad insidiare le tre più forti squadre.
I tifosi fiorentini però sperano che prima o poi arriverà l'anno buono.
Miglior marcatore Giancarlo Bacci, autore di 13 reti. Altri marcatori: Gratton 10 reti, Vidal 5, Segato 4, Gren, Mariani, Novelli e Cervato 3.
Alla presidenza Enrico Befani, capitano per due stagioni Leonardo Costagliola.

## Rosa
| N. |                   | Ruolo | Calciatore           |
| -- | ----------------- | ----- | -------------------- |
|    | Italia (bandiera) | P     | Leonardo Costagliola |
|    | Italia (bandiera) | D     | Giancarlo Capucci    |
|    | Italia (bandiera) | D     | Sergio Cervato       |
|    | Italia (bandiera) | D     | Giuseppe Chiappella  |
|    | Italia (bandiera) | D     | Ardico Magnini       |
|    | Italia (bandiera) | C     | Amedeo Gasparini     |
|    | Italia (bandiera) | C     | Augusto Magli        |
|    | Italia (bandiera) | C     | Amos Mariani         |

| N. |                   | Ruolo | Calciatore                   |
| -- | ----------------- | ----- | ---------------------------- |
|    | Italia (bandiera) | C     | Maurilio Prini               |
|    | Italia (bandiera) | C     | Francesco Rosetta (capitano) |
|    | Italia (bandiera) | C     | Armando Segato               |
|    | Italia (bandiera) | C     | Ernesto Vidal                |
|    | Italia (bandiera) | A     | Giancarlo Bacci              |
|    | Italia (bandiera) | A     | Guido Gratton                |
|    | Svezia (bandiera) | A     | Gunnar Gren                  |
|    | Italia (bandiera) | A     | Aldo Novelli                 |

## Risultati

### Serie A

#### Girone di andata
| Arbitro: | Piemonte (Monfalcone) |

|             |           |                     |
| Manzardo 1’ | Marcatori | 47’ Vidal 73’ Bacci |

| Arbitro: | Jonni (Macerata) |

|                                |           |  |
| Bacci 7’ Cardarelli 82’ (aut.) | Marcatori |  |

| Torino 27 settembre 1953 3ª giornata | Juventus        | 0 – 0 | Fiorentina | Stadio Comunale\| Arbitro: \| Pieri (Trieste) \| |
| Arbitro:                             | Pieri (Trieste) |       |            |                                                  |

| Arbitro: | Coppa (Como) |

|                            |           |                    |
| Gratton 41’, 78’ Bacci 43’ | Marcatori | 68’ (aut.) Rosetta |

| Arbitro: | Liverani (Torino) |

|                   |           |          |
| Skoglund 24’, 76’ | Marcatori | 70’ Gren |

| Arbitro: | Scaramella (Roma) |

|           |           |  |
| Bacci 77’ | Marcatori |  |

| Arbitro: | Liverani (Torino) |

|              |           |             |
| Ballacci 85’ | Marcatori | 62’ Mariani |

| Novara 1º novembre 1953 8ª giornata | Novara           | 0 – 0 | Fiorentina | Stadio Comunale\| Arbitro: \| Jonni (Macerata) \| |
| Arbitro:                            | Jonni (Macerata) |       |            |                                                   |

| Arbitro: | Liverani (Torino) |

|             |           |  |
| Novelli 44’ | Marcatori |  |

| Arbitro: | Jonni (Macerata) |

|                         |           |                                  |
| Burini 20’ Bredesen 84’ | Marcatori | 21’ Segato 47’ Bacci 69’ Mariani |

| Arbitro: | Valsecchi (Milano) |

|         |           |  |
| Gren 1’ | Marcatori |  |

| Firenze 6 dicembre 1953 12ª giornata | Fiorentina       | 0 – 0 | Milan | Stadio Comunale\| Arbitro: \| Jonni (Macerata) \| |
| Arbitro:                             | Jonni (Macerata) |       |       |                                                   |

| Arbitro: | Maurelli (Roma) |

|             |           |             |
| Olivieri 4’ | Marcatori | 79’ Gratton |

| Arbitro: | Arpaia (Roma) |

|                       |           |                            |
| Vidal 18’ Cervato 35’ | Marcatori | 22’ Antoniotti 31’ Boscolo |

| Arbitro: | Pieri (Trieste) |

|                       |           |  |
| Bacci 40’ Novelli 41’ | Marcatori |  |

| Arbitro: | Orlandini (Roma) |

|             |           |                      |
| Virgili 44’ | Marcatori | 6’ Gratton 29’ Bacci |

| Arbitro: | Agnolin (Bassano del Grappa) |

|                                   |           |  |
| Cervato 28’ (rig.) Vidal 32’, 38’ | Marcatori |  |

#### Girone di ritorno
| Arbitro: | Grandville (Roma) |

|                                              |           |  |
| Bacci 17’ Mariani 27’ Gratton 44’ Segato 89’ | Marcatori |  |

| Arbitro: | Jonni (Macerata) |

|           |           |                      |
| Galli 48’ | Marcatori | 71’ Gratton 78’ Gren |

| Arbitro: | Bellè (Venezia) |

|           |           |             |
| Bacci 24’ | Marcatori | 48’ Ricagni |

| Arbitro: | Marchetti (Milano) |

|  |           |           |
|  | Marcatori | 38’ Bacci |

| Arbitro: | Jonni (Macerata) |

|                    |           |            |
| Cervato 87’ (rig.) | Marcatori | 22’ Buzzin |

| Arbitro: | Orlandini (Roma) |

|             |           |                          |
| Bennike 79’ | Marcatori | 36’, 60’ Bacci 69’ Vidal |

| Arbitro: | Maurelli (Roma) |

|             |           |                                         |
| Gratton 43’ | Marcatori | 56’ Cappello 77’ Bonafin 84’ Cervellati |

| Arbitro: | Rigato (Mestre) |

|                  |           |  |
| Gratton 75’, 77’ | Marcatori |  |

| Napoli 28 marzo 1954 26ª giornata | Napoli             | 0 – 0 | Fiorentina | Stadio del Vomero\| Arbitro: \| Bernardi (Bologna) \| |
| Arbitro:                          | Bernardi (Bologna) |       |            |                                                       |

| Arbitro: | De Leo (Mestre) |

|  |           |            |
|  | Marcatori | 28’ Vivolo |

| Arbitro: | Jonni (Macerata) |

|            |           |            |
| Secchi 86’ | Marcatori | 54’ Segato |

| Arbitro: | Orlandini (Roma) |

|                                |           |            |
| Cervato 54’ (aut.) Nordahl 89’ | Marcatori | 56’ Segato |

| Arbitro: | Scaramella (Roma) |

|            |           |             |
| Gratton 8’ | Marcatori | 74’ De Vito |

| Arbitro: | Pieri (Trieste) |

|               |           |             |
| Moltrasio 12’ | Marcatori | 42’ Novelli |

| Arbitro: | Liverani (Torino) |

|                       |           |  |
| Baldini 34’ Testa 67’ | Marcatori |  |

| Firenze 23 maggio 1954 33ª giornata | Fiorentina         | 0 – 0 | Udinese | Stadio Comunale\| Arbitro: \| Marchetti (Milano) \| |
| Arbitro:                            | Marchetti (Milano) |       |         |                                                     |

| Arbitro: | Moriconi (Roma) |

|              |           |           |
| Bassetto 50’ | Marcatori | 48’ Bacci |

## Statistiche

### Statistiche di squadra
| Competizione | Punti | In casa | In casa | In casa | In casa | In casa | In casa | In trasferta | In trasferta | In trasferta | In trasferta | In trasferta | In trasferta | Totale | Totale | Totale | Totale | Totale | Totale | DR  |
| Competizione | Punti | G       | V       | N       | P       | Gf      | Gs      | G            | V            | N            | P            | Gf           | Gs           | G      | V      | N      | P      | Gf     | Gs     | DR  |
| ------------ | ----- | ------- | ------- | ------- | ------- | ------- | ------- | ------------ | ------------ | ------------ | ------------ | ------------ | ------------ | ------ | ------ | ------ | ------ | ------ | ------ | --- |
| Serie A      | 44    | 17      | 9       | 6       | 2       | 25      | 10      | 17           | 6            | 8            | 3            | 20           | 17           | 34     | 15     | 14     | 5      | 45     | 27     | +18 |

### Statistiche dei giocatori
| Giocatore      | Serie A  | Serie A |
| Giocatore      | Presenze | Reti    |
| -------------- | -------- | ------- |
| G. Bacci       | 28       | 13      |
| G. Capucci     | 10       | 0       |
| S. Cervato     | 33       | 3       |
| G. Chiappella  | 32       | 0       |
| L. Costagliola | 34       | -27     |
| A. Gasparini   | 4        | 0       |
| G. Gratton     | 31       | 10      |
| G. Gren        | 32       | 3       |
| A. Magli       | 7        | 0       |
| A. Magnini     | 27       | 0       |
| A. Mariani     | 34       | 3       |
| A. Novelli     | 9        | 3       |
| M. Prini       | 3        | 0       |
| F. Rosetta     | 33       | 0       |
| A. Segato      | 33       | 4       |
| E. Vidal       | 24       | 5       |